# إيميدازوليدينيل اليوريا

## التسمية العامة
الدستور الأمريكي والصيغ الوطنية الأمريكية: Imidurea

## الأسماء المرادفة
Biopure 100 ; Germall 115 ; imidazolidinyl urea ; methanebis [N,N’(5-ureido-2,4-diketotetrahydroimidazole)N,N-dimethylol] ; 1,1’-methylenebis{3-[3-(hydroxymethyl)-2,5-dioxo-4-imidazolidinyl] urea} , Tri-Stat IU.

## التسمية الكيميائية
N,N-Methylenebis{N-[3-(hydroxymethyl)2,5-dioxo-4-imidazolidinyl] urea} [39236-46-9]

## الاستخدام الصيدلاني
مادة حافظة، مضاد حيوي .
يُستخدم إيميد اليوريا بشكل واسع كمادة حافظة مضادة لنمو الجراثيم في المستحضرات التجميلية والأشكال الصيدلانية الموضعية التطبيق وضمن تراكيز نموذجية تتراوح بين (0.3-0.5)% وزن/وزن .
كما تعطي تأثيراً متوازياً مع الباربن ضمن PH يتراوح بين (3-9) .

## التأثير على صحة الجسم
يُستخدم بشكل واسع في المستحضرات التجميلية والأشكال الصيدلانية الموضعية التطبيق.
ويُشار إلى أنه مادة غير سامة وغير مخرشة ولكن هناك بعض التقارير التي دلت على حدوث التهاب تماسي مرافق لاستخدامه .
ولذلك هناك بعض التحفظات حول استخدامه الواسع في المستحضرات التجميلية.
كما أنه يحرر الفورمالدهيد ولكنه لم يبدِ حالات تحسس عائدة إلى الفورمالدهيد أو أحد مركباته المتحررة عنه.
			LD50 (mouse,oral) 7.2 g/kg
			LD50 (rabbit,skin)> 8 g/kg
			LD50 (rat,oral) 11.3 g/kg

## سلامة الاستعمال
تختلف الاحتياطات المتبعة أثناء التعامل مع المادة باختلاف الكمية والظروف المحيطة.
يمكن أن يسبب أميد البولة تخريشاً عينياً ولذلك نحتاج لواقيات الأعين والقفازات .

## التنافرات
يتلاءم أميد البولة مع المواد الحافظة الأخرى بما فيها حمض السوربيك ومركبات الأمونيوم الرباعية وهي تتلاءم أيضاً مع السواغات التجميلية والصيدلانية الأخرى بما فيها البروتينات والعوامل الفعالة سطحياً عديمة الشحنة والليستين .

## اقرأ أيضاً
- إيميدازوليدين